# Normandía (Bogotá)

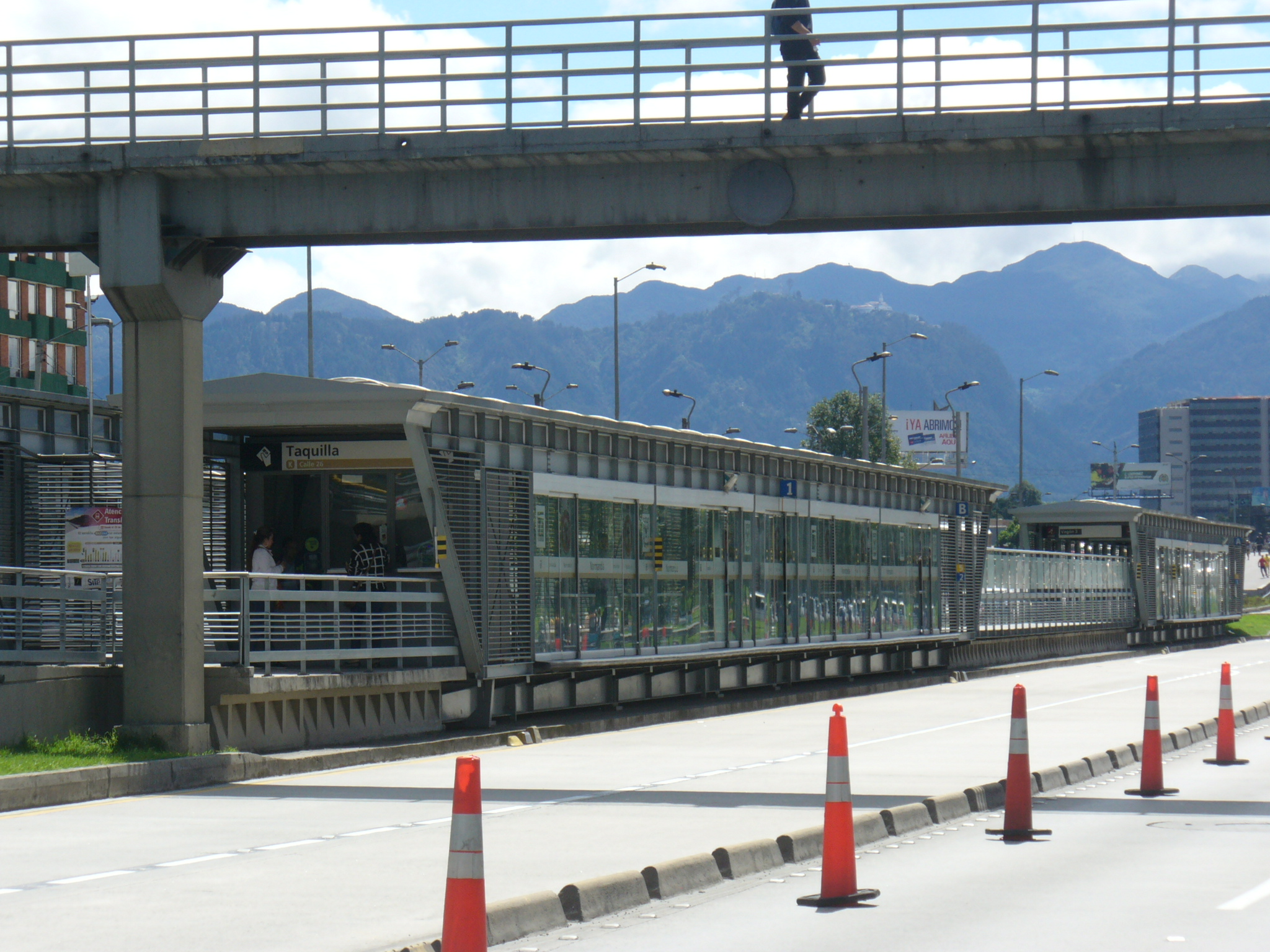
Estación Normandía de Transmilenio.

Normandía es un barrio residencial perteneciente a la localidad de Engativá, Bogotá. Una característica peculiar de este barrio es su amplia cantidad de parques, zonas verdes y zonas de juego. Su nivel socioeconómico o estratificación es 4.

## Historia
Fue fundado en los años 60, cuando se dio inicio a proyectos de construcción para viviendas de dos pisos. Fue en 1980 cuando el sector alcanzó una mayor densidad urbanística, conservando la homogeneidad arquitectónica, el orden en el trazo y la construcción de su malla vial interior. Aunque en el sector predominan las construcciones de viviendas familiares, desde principios del año 2000 se han ido adelantando proyectos de construcción de edificios y conjuntos residenciales. En el año 2012, con la apertura de la tercera fase de TransMilenio, se abrió, sobre la calle 26 con carrera 74, la estación «Normandía», dándole a los habitantes del barrio una nueva forma de transportarse.

## Extensión y límites
Está ubicado en el occidente de la ciudad de Bogotá y hace parte de la décima zona del distrito-localidad de Engativa. Al sur limita con la Avenida el Dorado y el barrio Modelia, de la localidad de Fontibon; al norte con la Avenida José Celestino Mutis y los barrios El Encanto y la Reliquia; al oriente con la Avenida Rojas y la Universidad Libre (Colombia) y al occidente con el barrio Villa Luz y la carrera 77. 
El barrio está cruzado por la avenida Boyacá, considerada la arteria principal del occidente de Bogotá. En el centro del barrio se encuentra la Calle 53, donde se concentra la mayoría del comercio del sector.

## Comercio y Economía
Aunque el barrio es netamente residencial, en la calle 53 se pueden encontrar algunos restaurantes, bares, casinos y salones de convenciones. La mayoría del comercio del sector está basado en almacenes que suplen las necesidades básicas de los habitantes de la zona (abarrotes, carnicerías, farmacias, panaderías, etc.). Asimismo, hay una cantidad considerable de clínicas veterinarias.  
- Datos: Q7053070